# Alan Valentine
Alan Chester Valentine (23 de fevereiro de 1901 — 14 de julho de 1980) foi um acadêmico estadunidense que competiu no time de rugby vencedor da medalha de ouro nas Olimpíadas de Verão de 1924, foi presidente da Universidade de Rochester e serviu na administração Truman como oficial do Plano Marshall e como o primeiro chefe da Agência de Estabilização Econômica.

## Carreira
Ele frequentou o Swarthmore College, onde foi membro de uma fraternidade, esteve envolvido no governo estudantil, editou o jornal e o anuário da faculdade e jogou basquete, futebol americano e lacrosse. Depois de se formar em 1921 com bacharelado, ele passou um ano na Universidade da Pensilvânia obtendo o título de Mestre em Artes. Tendo recebido uma bolsa com o nome de Cecil Rhodes, foi então para a Europa e realizou estudos de três anos no Balliol College da Universidade Oxford, onde, além de seus estudos, esteve associado à Universidade de Oxford Pressione.
Ele também jogou no time de rugby da universidade por três anos e participou da Varsity Match contra o time de Cambridge. Ele jogou com a seleção dos Estados Unidos no torneio da união de rugby nos Jogos Olímpicos de Verão de 1924. Ele jogou as duas partidas desta competição, nas quais os americanos derrotaram a Romênia por 37–0 no Stade de Colombes em 11 de maio, e uma semana depois derrotaram a França por 17–3. Ao vencer as duas partidas, os norte-americanos venceram o torneio, conquistando assim as medalhas de ouro olímpicas. Estas foram suas únicas partidas pela seleção nacional. Juntamente com outros medalhistas de ouro do rugby union, ele foi incluído no Hall da Fama do IRB em 2012.
Em 1928, ele retornou a Swarthmore como reitor e professor de inglês. Quatro anos depois, mudou-se para a Universidade Yale como professor, mestre do Pierson College e presidente do comitê de admissão. Sua reputação na Universidade de Yale chamou a atenção das autoridades da Universidade de Rochester, que procuravam um sucessor para o presidente cessante. Depois de verificar suas referências e obter um parecer positivo, Valetine recebeu o cargo no outono de 1935. Tornou-se assim o quarto reitor desta universidade na história, e também o mais jovem, pois tinha então 34 anos. Pretendia ocupar o cargo por dez anos, mas permaneceu no cargo por quinze anos devido à eclosão da Segunda Guerra Mundial, apresentou sua renúncia às autoridades universitárias em novembro de 1949.
Na virada de 1948 para 1949, ele tirou um ano de folga quando se tornou chefe do Plano Marshall na Holanda. No início de setembro de 1950 foi nomeado pelo presidente Truman para chefiar a Agência de Estabilização Econômica que estabeleceu entre outras coisas preços máximos, e manteve esta posição até meados de janeiro do ano seguinte.